# Бюро по прикладной ботанике
Бюро́ по прикладно́й бота́нике (Отделение прикладной ботаники и селекции Сельскохозяйственного учёного комитета — с 1917 года) — научное учреждение, созданное в 1894 году при Учёном комитете Министерства земледелия и государственных имуществ Российской империи для координации научно-исследовательской работы в растениеводстве.

## История
В 1894 году первым заведующим Бюро был назначен директор Санкт-Петербургского ботанического сада, доктор ботаники, профессор Военно-медицинской академии Александр Федорович Баталин (1847—1896). Бюро по прикладной ботанике состояло из трёх отделений: справочного, научного и акклиматизационного. В нём была начата огромная работа по изучению возделываемых в России растений, а также дикорастущих полезных и сорных растений Российской империи и созданию коллекции семян.
Реальная исследовательская деятельность началась с приходом в Бюро Р. Э. Регеля (1900). В 1901 году стали поступать образцы ячменя, были заложены опытные селекционные посевы в Закавказье. С уходом Бородина и событиями 1905—1906 годов положение Бюро ухудшилось, финансирование сократилось, посевы в Закавказье были уничтожены. В 1907 году опытные посевы были возобновлены в Курской губернии, приглашены новые сотрудники.
1 июля 1907 года по инициативе нового председателя Учёного комитета Б. Б. Голицына началась реорганизация Бюро, изучение низших растений отошло к новому Бюро по микологии и фитопатологии.
С 1908 года издавались «Труды по прикладной ботанике» (с 1918 г. — «Труды по прикладной ботанике и селекции», позднее — «Труды по прикладной ботанике, генетике и селекции»). За период с 1908 по 1915 год финансирование увеличилось более чем в 30 раз, благодаря чему сформировалась команда первоклассных исследователей по нескольким сельскохозяйственным культурам и генетике. Здесь работали Н. И. Вавилов, В. К. Варлих, Б. Л. Исаченко, А. И. Мальцев, П. И. Мищенко, Н. Н. Кулешов, Л. П. Бреславец, К. А. Фляксбергер и др. В различных регионах европейской части Российской империи были заложены опытные участки и созданы отделения (Воронежское, Новгородское, Лифляндское, Саратовское и др.) на средства ГУЗиЗ и, отчасти, помещиков. С 1908 года организовывались регулярные экспедиции обследования и сборы местных сортов и полезных дикорастущих растений на территории России, изучение сорняков.
В 1917 году Бюро было преобразовано в Отделение прикладной ботаники и селекции Сельскохозяйственного ученого комитета Министерства земледелия. В 1920 году заведующим Отделением был избран Н. И. Вавилов. По его инициативе работа по изучению возделываемых в России растений и созданию коллекции семян, начатая Регелем, была существенно расширена. Было создано Нью-Йоркское отделение прикладной ботаники и селекции. В 1924 году часть Отделения прикладной ботаники и селекции стала основой Института прикладной ботаники и новых культур, а другая часть — основой Государственного института опытной агрономии. В 1930 году они были объединены в ВИР (1930—1992, ныне —ВНИИ растениеводства им. Н. И. Вавилова), до 1940 года возглавлявшийся Н. И. Вавиловым.

## Заведующие бюро
- А. Ф. Баталин (1894—1896)
- А. А. Фишер фон Вальдгейм (1896—1899)
- И. П. Бородин (1899—1904)
- Р. Э. Регель (1904—1920)
- Н. И. Вавилов (1921—1924)